# CAZy
CAZy, de l'anglais Carbohydrate-Active enZYmes, est une base de données bio-informatique de classification des enzymes qui agissent sur la biosynthèse, le métabolisme et le transport des glucides,. Elle recouvre ainsi les familles des glycoside hydrolases, les glycosyltransférases, les lyases agissant sur les polysaccharides, les estérases agissant sur les glucides et les enzymes de liaison aux glucides.
La base de données CAZy a été créée en 1999 par l'équipe de glycogénomique du laboratoire Architecture et Fonction des Macromolécules Biologiques (AFMB) du CNRS à l'université d'Aix-Marseille, dans le sud-est de la France ; en novembre 2013, elle contenait des données sur quelque 340 000 enzymes agissant sur les glucides.